# Distrito Escolar Independiente de Fort Bend

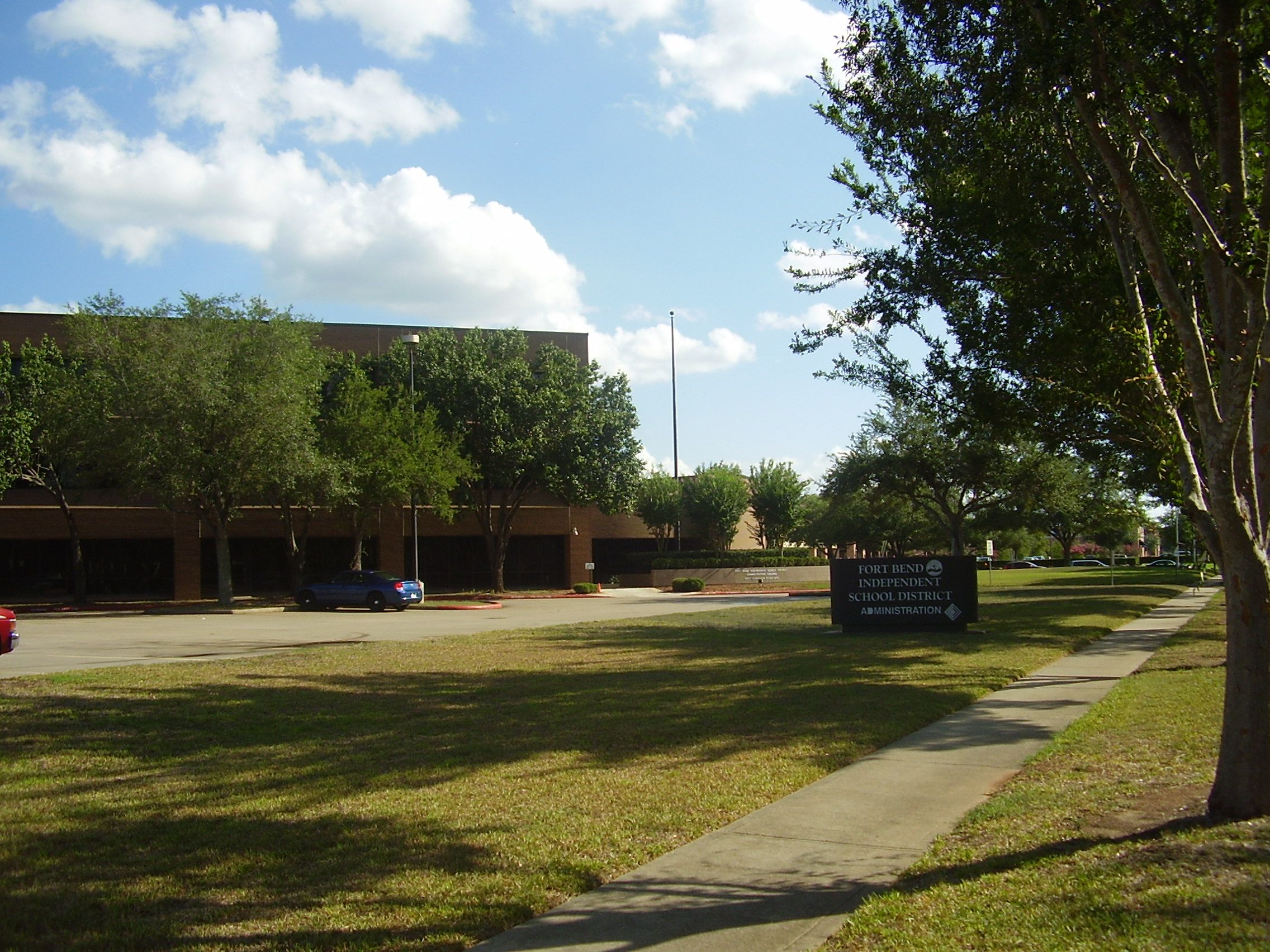
Sede administrativo

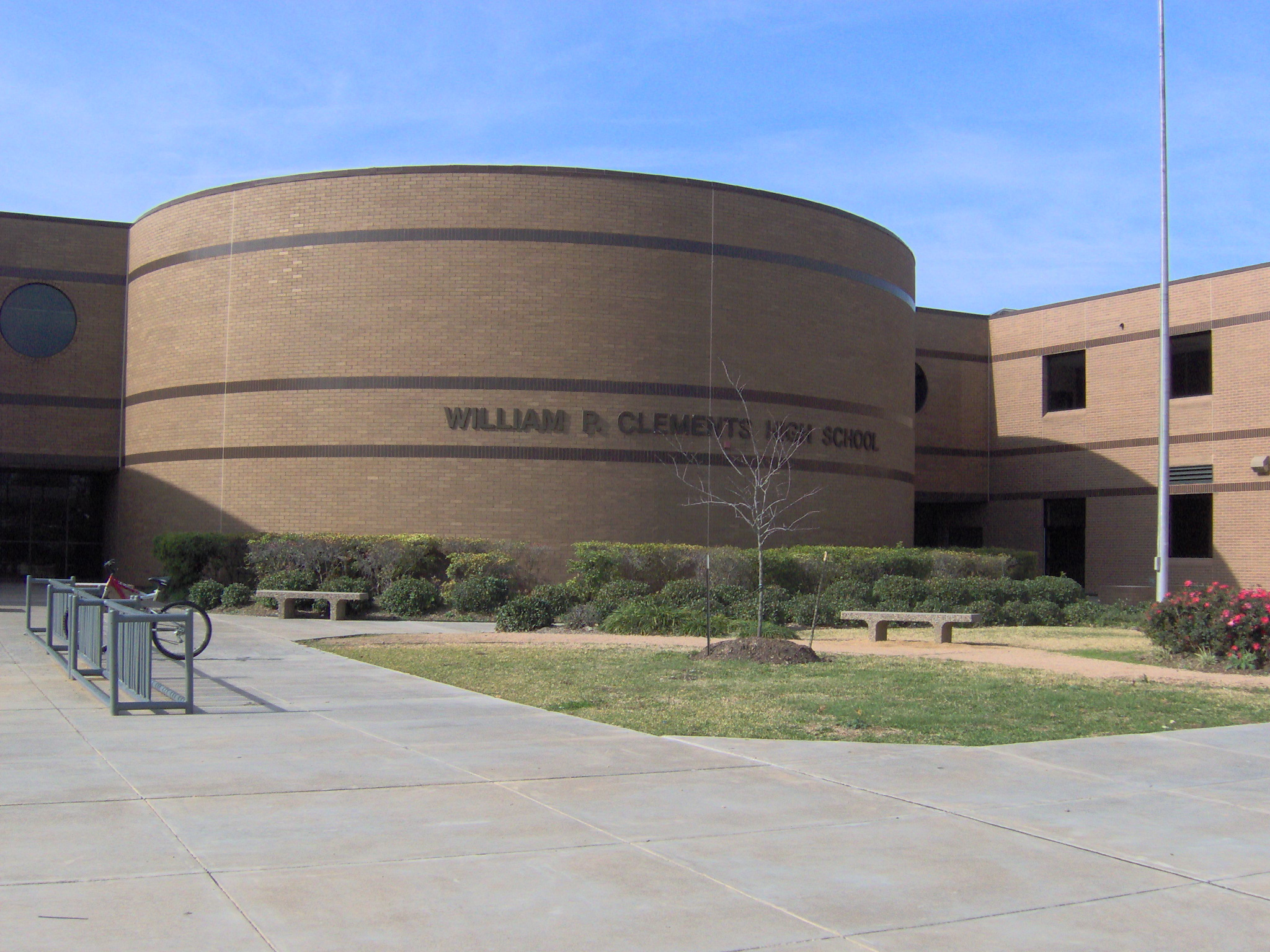
Clements High School (EN)

El Distrito Escolar Independiente de Fort Bend (Fort Bend Independent School District) es un distrito escolar en Texas. Tiene su sede en Sugar Land. FBISD, con una superficie de 170 millas cuadradas, gestiona 73 escuelas y 18 otros facilidades. FBISD es el más grande empleador en el Condado de Fort Bend.
Anteriormente, el FBISD sirvió una parte de la Ciudad de Stafford. En 1977 la Ciudad de Stafford estableció el Distrito Escolar Municipal de Stafford para todas las partes de la ciudad.

## Escuelas

### Escuelas preparatorias

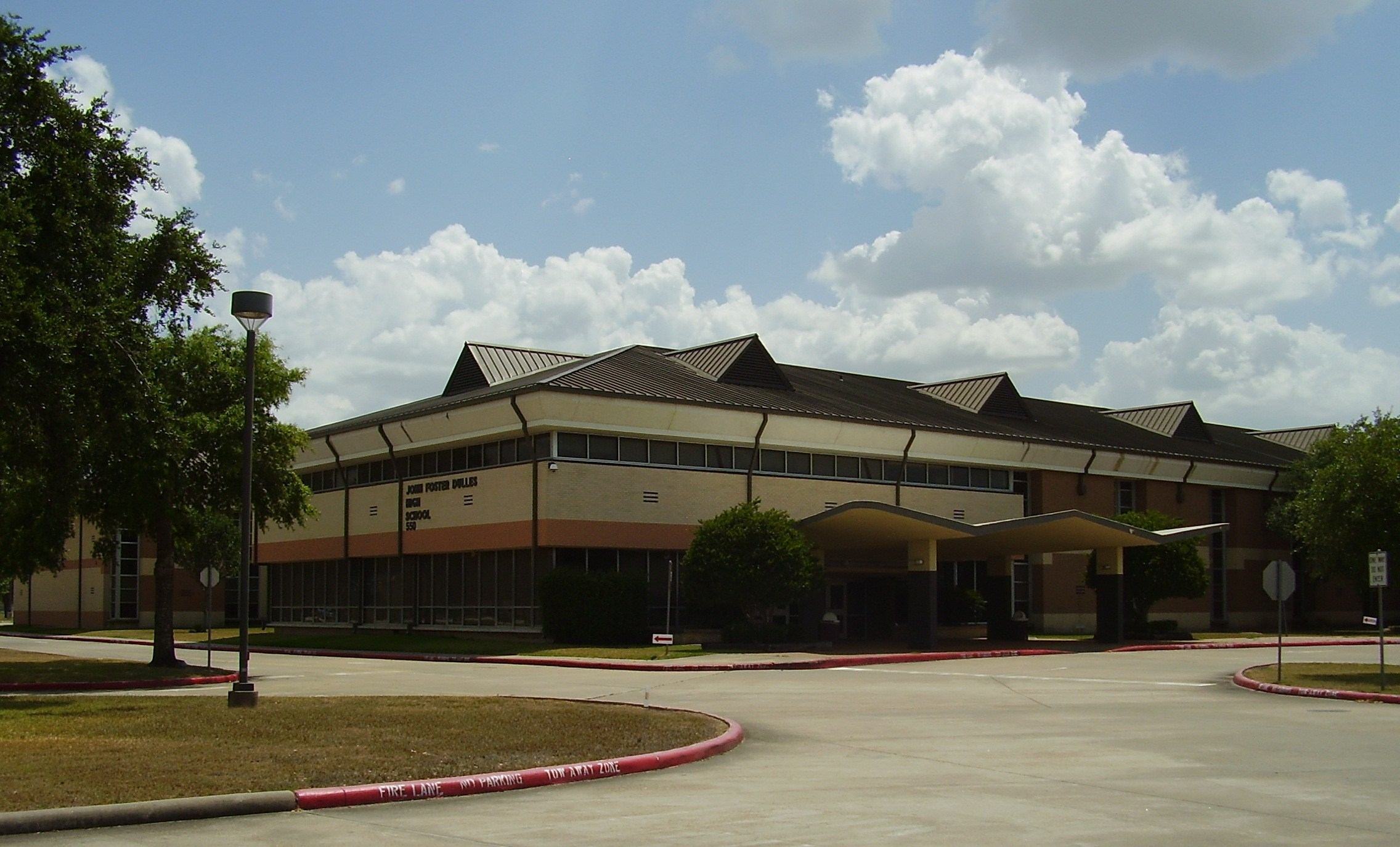
Escuela Preparatoria John Foster Dulles en Sugar Land

- Escuela Preparatoria Austin (área no incorporada)
- Escuela Preparatoria George H. W. Bush (área no incorporada)
- Escuela Preparatoria William P. Clements (Sugar Land)
- Escuela Preparatoria John Foster Dulles (Sugar Land)
- Escuela Preparatoria Lawrence E. Elkins (Missouri City)
- Escuela Preparatoria Hightower (Missouri City)
- Escuela Preparatoria Isaac H. Kempner (Sugar Land)
- Escuela Preparatoria Thurgood Marshall (Missouri City)
- Escuela Preparatoria Ridge Point (Sienna Plantation, área no incorporada)
- Escuela Preparatoria William B. Travis (Pecan Grove, área no incorporada)
- Escuela Preparatoria Willowridge